# إيل (النمسا)
نهر إيل (بالألمانية: ILL) نهر قصير في النمسا، ينبع في غربي البلاد في ولاية فورآرلبرغ، يبلغ طوله 72 كم، ينبع من سفوح جبل سيلفريتا ويسير بجهة الشمال الغربي في الولاية ويصب في نهر الراين عند الحدود مع سويسرا.